# Eerste zaak-Geert Wilders

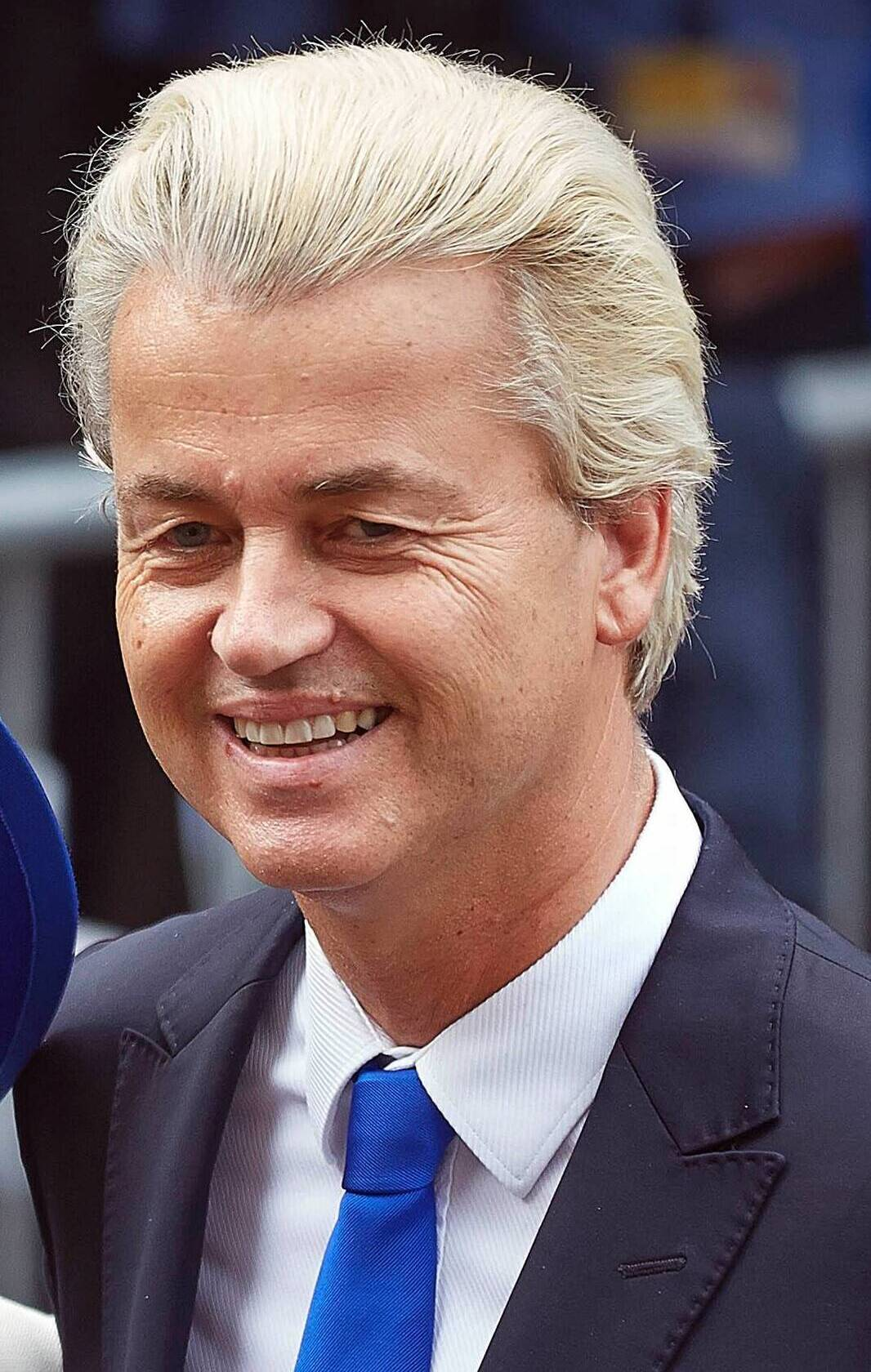
Geert Wilders (2014)

De zaak-Geert Wilders was een strafproces gevoerd in 2010 en 2011 tegen het Nederlandse Tweede Kamerlid Geert Wilders, die werd verdacht van groepsbelediging, haatzaaien en aanzetten tot discriminatie, waarvan het vonnis volledige vrijspraak was. In 2016 volgde een tweede zaak tegen Wilders.

## Aanleiding

### Uitspraken in de pers
De aanleiding tot het proces was een artikel van Geert Wilders in de Volkskrant van 8 augustus 2007, waarin Wilders de islam als een fascistische ideologie omschreef en aangaf de Koran te willen verbieden. Daarop werd door diverse mensen aangifte gedaan.

### Fitna
In maart 2008 kwam de film Fitna uit. Diverse boude uitspraken van Wilders in de film Fitna en de publiciteit daaromheen werden hem niet door iedereen in dank afgenomen. Aanleiding tot opwinding waren met name zijn uitspraken "De kern van het probleem is de fascistische islam, de zieke ideologie van Mohammed zoals neergelegd in de islamitische Mein Kampf: de Koran" en "Den Haag zit vol met laffe lieden (...) die een generaal pardon verlenen aan leugenaars en criminelen."

### Openbaar Ministerie beslist niet te vervolgen
Het OM besloot eind juni 2008 Wilders niet strafrechtelijk te vervolgen voor uitspraken die hij in 2006 en 2007 deed in dagblad de Volkskrant, in zijn film Fitna en in een column op het internet. Het OM vond een aantal van de uitspraken over moslims "wellicht kwetsend, grof of ongenuanceerd, maar geen strafbare belediging". Justitie zou tientallen aangiften hebben gekregen naar aanleiding van de uitspraken. Mede op advies van het Landelijk Expertise Centrum Discriminatie, een speciale anti-discriminatie-afdeling van het parket, besloot het OM na lang beraad deze zaken te seponeren, dat wil zeggen aan de betreffende aangiften géén strafvorderlijk gevolg te geven.
Hoofdofficier van justitie Leo de Wit meende dat Wilders zich niet schuldig zou kunnen hebben gemaakt aan aanzetten tot haat of discriminatie, omdat hij zijn uitlatingen deed "in de context van het maatschappelijk debat". Juist in de politieke arena zouden de grenzen van de vrije meningsuiting zeer ruim zijn: bij de afweging gaf uiteindelijk de doorslag dat Wilders een vooraanstaande rol zou hebben in het politiek-maatschappelijke debat en zich derhalve meer zou kunnen permitteren dan anderen.

### Procedure bij Gerechtshof Amsterdam
In juli en augustus 2008 wendden zich diverse personen en organisaties middels verzoekschriften tot het Gerechtshof Amsterdam, om te bewerkstelligen dat Wilders desalniettemin alsnog strafrechtelijk zou worden vervolgd, zodat de rechter zich hierover zou kunnen uitspreken: acht aangevers, onder wie advocate en PvdA-lid Els Lucas, advocaat Haroon Raza en de bekende strafpleiter Gerard Spong, alsook iemand van de antiracisme-organisatie Nederland Bekent Kleur, spanden een artikel 12 Sv-procedure aan.
Laatstgenoemde organisatie had justitie gewezen op 78 mogelijke strafbare uitspraken van Wilders en andere PVV'ers.
De klagers wensten strafvervolging van Wilders ter zake meerdere strafbare feiten. Al die strafbare feiten zouden verband houden met door hem gedane uitlatingen in de schrijvende pers en (onderdelen van) de film Fitna. Het betrof de volgende delicten:
- belediging (art. 266 Sr);
- smaad c.q. laster (artt. 261 en 262 Sr);
- groepsbelediging (art. 137c Sr);
- aanzetten tot haat (art. 137d Sr);
- openbaar maken van discriminatoire/haatzaaiende uitlatingen (art. 137e Sr);
- smalende godslastering (art. 147 Sr);
- auteursrechtelijke inbreuken (art. 31 en 31a Aw).

Op 10 december 2008 werd over de verzoekschriften een hoorzitting gehouden achter gesloten deuren.
Inmiddels was er ook een rapport van Monitor Racisme & Extremisme verschenen, waarin het gedachtegoed van Wilders en de PVV als "extreem-rechts" werd gebrandmerkt. In dat rapport werd uitgebreid ingegaan op de eventuele strafbaarheid van Wilders' uitspraken en het liet zich lezen als een eenduidig pleidooi om de PVV-leider te vervolgen. Ook politici zijn strafbaar als zij hun idealen op een discriminerende manier verwoorden, stelden de onderzoekers. Daarbij wezen ze op enkele eerdere veroordelingen van extreem-rechtse politici. Verder vonden zij dat de grote maatschappelijke commotie rond Wilders' uitspraken, en het hoge aantal aangiftes tegen hem, ook redenen zouden zijn om zijn uitlatingen aan de strafrechter voor te leggen

## Beslissing van het Hof om op te dragen tot vervolging
Op 21 januari 2009 oordeelde het hof, in zijn de drieëndertig pagina's tellende beschikking, dat er voldoende aanwijzingen van een redelijke verdenking (in de zin van artikel 27 Wetboek van Strafvordering) waren, dat Wilders zich schuldig had gemaakt aan groepsbelediging en haatzaaien. Het hof besliste dat het Openbaar Ministerie Geert Wilders diende te vervolgen voor deze twee feiten.

### Verslag van de advocaat-generaal
In zijn verslag aan het gerechtshof hanteerde de advocaat-generaal als uitgangspunt dat het Openbaar Ministerie niet in een kansloze zaak dient te vervolgen, alleen maar om een publieke vrijspraak te bewerkstelligen. "Rechtsontwikkeling kan een motief voor vervolging zijn (mits met redelijke kans op succes), publieke vrijspraak niet." Voor een veroordeling voor groepsbelediging moeten volgens de advocaat-generaal drie stappen gezet worden. Allereerst moet de uitspraak zelf beledigend zijn voor een groep mensen wegens op grond van hun specifieke kenmerken, daarnaast wordt gekeken naar de context en tot slot speelt mee of de uitlating onnodig grievend is. Op basis van deze stappen overweegt de advocaat-generaal dat de uitlatingen van Geert Wilders niet aan al deze criteria voldoen. Sommige hebben geen betrekking op een groep gelovigen, maar slechts op het geloof zelf. Andere uitspraken zijn gedaan binnen de context van het maatschappelijk debat. Ook is volgens de advocaat-generaal geen enkele uitspraak onnodig grievend. Bij de film Fitna, oordeelt de advocaat-generaal dat deze de rand van het geoorloofde nadert, maar voor strafvervolging dient deze rand duidelijk overschreden te zijn.
Voor aanzetten tot haat gebruikt de advocaat-generaal een ander toetsingskader. Allereerst dient de uitlating zelf aan te zetten tot haat. Daarvan kan sprake zijn indien een 'intrinsiek conflictueuze tweedeling' tussen groepen in de samenleving wordt geschetst. Bij een politiek boodschap mag een zekere felheid en ongenuanceerdheid gebruikt worden, maar men mag niet opzettelijk haat opwekken door de manier van waarop de uitlating wordt gedaan. Daarnaast spelen de aard/vorm van, samenhang tussen en de wijze waarop de uitlatingen zijn gedaan een rol. Tot slot dient er volgens de advocaat-generaal sprake te zijn van een opruiend element. De advocaat-generaal komt tot de conclusie dat er bij een deel van de uitlatingen geen sprake is van 'aanzetten tot'. "De gebruikte bewoordingen zijn er niet op gericht anderen te bewegen tot discriminatie en/of geweld, dan wel gevoelens van haat op te roepen .... Evenmin wordt er een intrinsiek conflictueuze tweedeling geschetst". Bij andere uitspraken is er weliswaar sprake van een tweedeling, maar kan deze niet leiden tot conflicten. Uitspraken waarbij wel een conflictueuze tweedeling wordt geschetst vallen volgens de advocaat-generaal onder een politieke boodschap waarbij "een zekere felheid en ongenuanceerdheid voor lief moet worden genomen". Bij de film Fitna is de advocaat-generaal van mening dat de uitlatingen als kritiek op de religie dienen te worden opgevat.
Om deze redenen concludeerde de advocaat-generaal tot ongegrondverklaring van de klachten.

### Beschikking van het hof
Voor de daadwerkelijke beoordeling moest het hof ingaan op de vraag of de klagers wel ontvankelijk waren in hun klachten. De verdediging had namelijk betoogd dat zij geen persoonlijk en objectief belang hadden bij hun klacht. Het hof oordeelde dat de klacht van klagers gericht diende te zijn op 'vervolging van een strafbaar feit dat de klager persoonlijk heeft geraakt, materieel of immaterieel, als gevolg waarvan hij wordt benadeeld indien vervolging uitblijft.' Als maatstraf gebruikte het hof 'de vrees voor maatschappelijke onrust die kan ontstaan wanneer het functioneren van de democratische rechtsorde door wanorde daadwerkelijk wordt verstoord.' Volgens het hof hebben, vanuit dat perspectief gezien, alle burgers een concreet belang bij voorkoming van zulke wanordelijkheden. Aangezien de klagers zich met name richtten tegen delicten tegen de openbare orde (namelijk groepsbelediging en aanzetten tot haat) waren de klagers ontvankelijk. Wel werd één klager niet-ontvankelijk verklaard voor zijn klacht over schending van de Auteurswet.

#### Beoordeling van het hof
In zijn beschikking benadrukte het hof dat zich in deze zaak het klassieke probleem van botsing van grondrechten voordeed. Onder andere, het recht van vrije meningsuiting, het recht om niet op godsdienstig gebied te worden gediscrimineerd en het recht van de vrijheid van godsdienst. Het hof benadrukte dat er in beginsel geen onderlinge rangorde bestaat tussen de grondrechten. In zijn beoordeling ging het hof allereerst in op de vraag of de uitingen van Wilders naar Nederlands recht strafbaar waren, daarna beoordeelde het of strafvervolging toelaatbaar was in het licht van artikel 10 van het Europees Verdrag voor de Rechten van de Mens. Tot slot behandelde het hof de vraag of vervolging ook opportuun was. Het hof besloot om alleen de haalbaarheid van de strafvordering met betrekking tot groepsbelediging en het aanzetten tot haat en discriminatie te beoordelen, onder andere omdat de overige delicten hier ook reeds in verdisconteerd zouden zijn.

##### Strafbaarheid naar Nederlands recht
Met betrekking tot het aanzetten tot haat en discriminatie oordeelde het hof dat Wilders' uitspraken geschikt waren om aan te zetten tot haat. Dit volgde zowel uit de inhoud als de manier van presenteren. De manier van presenteren kenmerkte zich door 'eenzijdig, sterk generaliserende formuleringen met een radicale strekking, niet aflatende herhaling en een toenemende felheid'. Deze manier van presenteren, in combinatie met de inhoud, tastte de waardigheid van moslims aan. Bovendien kon Wilders volgens het hof zijn uitlatingen ook anders verwoorden. Volgens het hof was er volgens het Openbaar Ministerie geen sprake van haatzaaien, omdat het opruiende element niet aanwezig was in de uitlatingen van Wilders. Het hof stelde daar tegenover dat de uitlatingen van Wilders, naar hun uiterlijke verschijningsvorm, een conflictueuze tweespalt te veroorzaken. Immers, de wijze van presenteren kenmerkte zich door een vaak 'gebiedende en militante stijl'. Daarnaast was volgens het hof onmiskenbaar dat bepaalde uitdrukkingen trachten anderen 'van zijn ideeën te overtuigen en hen op basis daarvan tot actie te bewegen.' De film Fitna bevatte een 'nauwelijks verholen suggestie dat het moslimgeloof met moslimextremisme dient te worden gelijkgesteld.' Tot slot was het hof van mening dat het Openbaar Ministerie miskende dat de politieke context het zaaien van haat niet zonder meer verontschuldigde. Het wees erop dat juist het haatzaai-artikel een politieke achtergrond had. Het was ontstaan in de jaren dertig, om scheldpartijen en haatcampagnes van politieke partijen tegen andersdenkenden (joden, christenen, kapitalisten) tegen te gaan.
Ook de tal van Wilders' uitlatingen vielen onder groepsbelediging. Het hof achtte dit met name het geval bij uitingen die de islam fascistisch noemden en uitlatingen die de koran vergeleken met Mein Kampf. Ook andere uitlatingen waren beledigend voor moslims vanwege hun 'diskwalificerende en geringschattende toonzetting'. Volgens het hof kwam het openbaar ministerie tot de conclusie dat Wilders niet strafbaar was, omdat de uitingen binnen het maatschappelijk debat werden gedaan en niet gericht waren tegen gelovigen. Volgens het hof kan de context inderdaad de strafbaarheid van een uiting doen wegvallen. Daar was in dit geval echter geen sprake van, in tegendeel: de uitspraken in onderlinge samenhang beschouwd en in combinatie met de politieke context zorgden volgens het hof juist voor een versterking van de strafbaarheid. Uit de samenhang van zijn uitspraken bleek bovendien dat hij niet alleen de religie, maar ook moslims zelf in diskrediet bracht. Wilders legde volgens het hof voortdurend een link tussen de religie en diens aanhangers, maar ook uit het minachten van hun godsdienstige tradities en symbolen kon volgens het hof groepsbelediging worden afgeleid. Anders dan het openbaar ministerie vond het hof het onderscheid tussen het beledigen van de religie en beledigen van diens aanhangers te geforceerd. Het hof wees erop dat de Hoge Raad ook indirecte belediging had aanvaard.
Het hof besteedde ook aandacht aan de omstandigheid dat Wilders zijn uitingen binnen het publieke debat had gedaan. Volgens het hof deed dit aan de strafrechtelijke verwijtbaarheid niets af. Dat Wilders niet de intentie had om moslims te beledigen of haat tegen hen te zaaien was ook niet relevant. Waar het om draaide was de vraag of Wilders 'wist of had moeten begrijpen dat het risico op het intreden van het gevolg (het beledigen van een groep mensen en het zaaien van haat) zich zou kunnen voordoen.' Het hof was van mening dat dit het geval was bij Wilders. Het hof wees er op dat andere politici, zoals Hans Janmaat, ook veroordeeld waren omdat zij de grens van het maatschappelijk aanvaarde in het publieke debat waren overschreden.

##### Toelaatbaarheid naar artikel 10 EVRM
Aangezien Wilders volgens het hof naar Nederlands recht strafbaar was, moest het hof ook beoordelen of een veroordeling niet in strijd kwam met de mensenrechten. Specifiek artikel 10 van het Europees Verdrag voor de Rechten van de Mens (EVRM) die de vrijheid van meningsuiting beschermt. Die toets bestaat uit drie onderdelen, de beperking moet bij wet voorzien zijn, in een democratische samenleving noodzakelijk zijn, en een legitiem doel dienen. Het eerste criterium leverde voor het hof weinig problemen op. De gedragingen waren strafbaar gesteld in bepalingen in het Wetboek van Strafrecht die ook tot doel hadden uitingen als de onderhavige te sanctioneren.
Op de noodzakelijkheidstoets van het EVRM ging het hof uitgebreider in. Zo dient een politicus terughoudend te zijn als hij zijn uitspraken weloverwogen doet, bijvoorbeeld in een publicatie. Ook beschermt het EVRM geen oproepen tot haat en intolerantie en waardeoordelen (bijvoorbeeld over de islam) dienen enigszins een feitelijke basis te hebben. Ook indien argumenten gebruikt worden kan, gelet op de ernst van de uitingen, de polemiek en het taalgebruik, een strafrechtelijke veroordeling aanvaardbaar zijn. Tot slot acht het Europees Hof voor de Rechten van de Mens het misbruik van recht indien men zich beroept op de vrijheid van meningsuiting om aan te zetten tot haat en discriminatie. Volgens het Amsterdamse hof was dit voor Wilders het geval, het hof had immers reeds overwogen dat Wilders aanzette tot haat.
Over het doelcriterium was het hof kort. In dit geval was de beperking van de vrijheid van meningsuiting gelegen in het beschermen van de rechten van anderen en het voorkomen van wanordelijkheden en strafbare feiten. Of een eventuele veroordeling ook proportioneel was zei het hof niet, dat ging het bestek van de beklagprocedure te buiten.

##### Opportuniteit
Tot slot kwam het hof toe aan de beoordeling van de opportuniteit van de strafvervolging. Het hof overwoog dat er binnen het maatschappelijk debat ook ruimte moet zijn voor meningen die 'grieven, choqueren en verontrusten.' Het maatschappelijk debat wordt echter ook gekenmerkt door respect voor anderen (waaronder minderheden). Reeds daarom dienen er volgens het hof grenzen aan de meningsuiting te worden gesteld.
Met betrekking tot de haatzaaiende uitlatingen is het hof van mening dat Wilders de grenzen van het politieke debat ruimschoots heeft overschreden, waardoor strafvervolging gerechtvaardigd is. Wat betreft de uitingen die te kwalificeren zijn als groepsbelediging is het hof van mening dat hier geen algemeen belang aanwezig is voor strafvervolging. Zo dienen moslims ook begrip te hebben voor 'in hun nieuwe woonland heersende sentimenten die ten opzichte van de islam en de islamieten bestaan' in het bijzonder omdat 'enkele onderdelen van het moslimgeloof, zoals [...] de sharia, onverenigbaar zijn met de waarden die in het EVRM liggen besloten.' Volgens het hof dient het maatschappelijke debat hier in eerste instantie zelf een tegenkracht te mobiliseren. Bijvoorbeeld door middel van een politieke reactie, of een civielrechtelijke actie. Een uitzondering maakte het hof voor uitingen die de islam met het nationaalsocialisme vergeleken, deze uitlatingen waren wel zwaarwegend genoeg om te vervolgen.

##### Beslissing
Het hof besliste dat de officier van justitie te Amsterdam Wilders moest dagvaarden voor het aanzetten tot haat en discriminatie en wegens groepsbelediging met betrekking tot de vergelijkingen van de islam met het nazisme.

### Reactie op beschikking
De langverwachte beschikking leidde evenals de gewraakte uitspraken zelf tot nogal wat commotie, zoals ook op de dag zelf was voorspeld door het Limburgs Dagblad, waarbij herinnerd werd aan de eerdere ophef: "Eén zekerheid is er: na de betrekkelijke radiostilte na Fitna wordt het vandaag weer ouderwets Nationale Wildersdag".

## Het proces
Het proces ging onder meer over de volgende uitingen:
- Het interview in de Volkskrant over de "tsunami van de islamisering".[26]
- Het opiniestuk in de Volkskrant met de uitspraak "Verbied dat fascistische boek".[27]
- De column van Wilders op GeenStijl over de "islamitische invasie".[28]
- De uitspraak van Wilders in De Pers dat "als Mohammed hier vandaag leefde zou ik voorstellen om hem als extremist met pek en veren het land uit te jagen".[29]

Ook het uitbrengen van de film Fitna maakt deel uit van de aanklacht.

### Verloop
De inhoudelijke behandeling van de zaak startte op 4 oktober 2010. Op 15 oktober vroeg het OM om vrijspraak op alle punten. Ties Prakken en Michiel Pestman traden op als advocaten namens de aanklagende organisaties Nederland Bekent Kleur, het Landelijk Beraad Marokkanen, de Turkse Arbeidersvereniging Nederland en de Antilliaanse organisatie MAAP. Nico Steijnen en Mohammed Enait traden op als advocaten namens de Beweging tot Herstel van het Respect, waarin een aantal moskeeën samenwerkt.
Tijdens het proces werd door de advocaat van Wilders, Bram Moszkowicz, tweemaal een aanvraag tot wraking ingediend tegen de rechtbank. 
De tweede maal, op 22 oktober 2010, werd het wrakingsverzoek toegewezen omdat de schijn van partijdigheid was gewekt. De rechtbank weigerde toen getuige Hans Jansen, die in de zaal aanwezig was, te verhoren. Aanleiding voor dit verhoor was dat Tom Schalken zou hebben gepoogd de arabist en getuige-deskundige Hans Jansen te beïnvloeden, tijdens een etentje bij Bertus Hendriks. Schalken is een van de rechters van het Amsterdamse Gerechtshof die had bevolen het proces tegen Geert Wilders te starten.
Op 15 november 2010 maakte advocaat Ties Prakken bekend dat zij namens de benadeelde partijen een kort geding zou aanspannen tegen de Nederlandse Staat. Er werd geëist dat de aanklagers vervangen zouden worden en dat het OM de wens tot vrijspraak zou aanpassen. Op 26 november bepaalde de rechter in Den Haag dat de officiers van justitie niet vervangen werden.
Op 7 februari 2011 is het proces hervat met nieuwe rechters. Advocaat Moszkowicz wraakte in dit proces opnieuw de rechtbank, ditmaal omdat deze weigerde een onderzoek in te stellen naar mogelijke meineed van getuige Bertus Hendriks. Dit wrakingsverzoek werd afgewezen.
Op 25 mei 2011 werd bekend dat het OM opnieuw vrijspraak aanvraagt voor Wilders. Volgens de officieren van justitie heeft Wilders zich niet schuldig gemaakt aan het beledigen van moslims, het aanzetten tot haat en het aanzetten tot discriminatie. Wilders heeft zich volgens het OM uitgelaten over de islam, niet over de belijders van die religie. Daarmee zou hij niet strafbaar zijn.
Op 23 juni 2011 volgde om 09.00 uur een uitspraak van de rechters. De rechtbank sprak Wilders geheel vrij en verklaarde de benadeelde partijen niet-ontvankelijk in hun vorderingen.

### Verdedigingsstrategie
Het verzoek van de verdediging om getuigen uit islamitische kring, met name Mohammed B. (de moordenaar van Theo van Gogh) en imam Fawaz Jneid, te horen over hun opvattingen over vrijheid van meningsuiting werd door de rechtbank niet gehonoreerd. De verdediging van advocaat Moszkowicz richtte zich daarom minder op de vraag of de grenzen van de vrijheid van meningsuiting waren overschreden, dan op de vraag of Wilders een eerlijke kans had zich te verdedigen. Als dat niet het geval zou zijn, dan zou de rechtbank het Openbaar Ministerie (de Officier van Justitie) niet-ontvankelijk moeten verklaren. Dat ontlokte mr. A.A.M.van Oosten, die voorzitter was van de meervoudige strafkamer die de zaak behandelde de uitspraak dat vrijspraak dan niet meer mogelijk zou zijn: als de Officier van Justitie niet-ontvankelijk is, doet de rechtbank over de hoofdzaak helemaal geen uitspraak, ook geen vrijspraak. Vrijspraak is alleen aan de orde als wordt vastgesteld dat het ten laste gelegde feit niet kan worden bewezen.
Moszkowicz meende dat Wilders geen eerlijke kans meer zou hebben zich te verdedigen nu getuige-deskundige prof. Jansen zou zijn beïnvloed tijdens een diner door raadsheer Schalken. Jansen was door Wilders en Moszkowicz naar voren geschoven om als deskundige te verklaren dat de islam een gevaar vormt waar Wilders terecht tegen waarschuwt. Beperkingen op de vrijheid van meningsuiting moeten wijken bij terechte waarschuwingen: dat is een wettelijke strafuitsluitingsgrond.
Volgens Jansen zelf had Schalken geprobeerd hem als getuige-deskundige te beïnvloeden en te intimideren, zij het tevergeefs.

### Vonnis
De uitspraak van de rechtbank was dat Wilders van het beschuldigde werd vrijgesproken. Daarmee werden de voornaamste eisen van de klagers en ook de voornaamste van de beschuldigingen vastgelegd in de eis tot vervolging onjuist of nietig verklaard.
Door verschillende buitenlandse media werd de vrijspraak gezien als het definitieve einde van de Nederlandse tolerantie. Verscheidene andere buitenlandse media noemen de uitspraak een overwinning voor de vrijheid van meningsuiting.